# Батьківщина (телесеріал)
Батьківщина (англ. Homeland) — американський політичний трилер, створений каналом Showtime, що стартував у 2011 році. Перший сезон наробив багато галасу та здобув чимало нагород, зокрема серіал був відзначений «Золотим глобусом» в категорії драма (шоу отримувало цю нагороду два роки поспіль). В основі сюжету — викриття ЦРУ тероризму, що зображено з перспективи особистих історій працівників розвід управління. Перший сезон «Батьківщини» створений на основі ізраїльського серіалу «Військовополонені», в наступних сезонах американська версія розвивається за власним сценарієм.
Головну роль у серіалі виконала Клер Дейнс, яка також отримала «Золотий глобус» за найкращу жіночу роль у драмі.
В Україні телефільм демонструється з 2015 року каналом НТН.

## У головних ролях
- Клер Дейнс — Керрі Метісон (2011—2020)
- Деміен Льюїс — Ніколас Броуді (2011—2014)
- Менді Патінкін — Саул Беренсон (2011—2020)
- Морена Баккарін — Джессіка Броуді (2011—2013)
- Девід Хервуд — Девід Естес (2011—2012)
- Руперт Френд — Пітер Квінн (2012—2017)
- Джексон Пейс
- Морган Сейлор
- Ф. Мюррей Абрахам
- Дієго Клаттенхофф
- Трейсі Леттс
- Девід Марсиано
- Навід Негабан
- Джеймі Шеридан
- Морі Стерлинг
- Омід Абтахі
- Девід Торнтон

## Список епізодів
| Сезон | Епізоди | Епізоди | Оригінальний показ | Оригінальний показ |
| Сезон | Епізоди | Епізоди | Перший показ       | Останній показ     |
| ----- | ------- | ------- | ------------------ | ------------------ |
| 1     | 12      | 12      | 2 жовтня 2011      | 18 грудня 2011     |
| 2     | 12      | 12      | 30 вересня 2012    | 16 грудня 2012     |
| 3     | 12      | 12      | 29 вересня 2013    | 15 грудня 2013     |
| 4     | 12      | 12      | 5 жовтня 2014      | 21 грудня 2014     |
| 5     | 12      | 12      | 4 жовтня 2015      | 20 грудня 2015     |
| 6     | 12      | 12      | 15 січня 2017      | 9 квітня 2017      |
| 7     | 12      | 12      | 11 лютого 2018     | 29 квітня 2018     |
| 8     | 12      | 12      | 9 лютого 2020      | 26 квітня 2020     |

## Сезон 1 (2011)
Його вважали зниклим безвісти протягом восьми років, але під час спецоперації знайшли живим у полоні терористів. Повернувшись додому, американський військовий повинен призвичаїтися до життя після майже трьох тисяч днів полону.

## Сезон 2 (2012)
Ніколас Броуді посідає пост конгресмена та водночас отримує нові вказівки від терориста Абу-Назіра. Керрі Метісон відсторонили від роботи. Вона намагається подолати свої психологічні травми, але поки похвалитися успіхами вона не може. Тим часом до агентства звертається Фатіма — що колись була інформатором Керрі. Вона заявляє, що має дані про місцеперебування Абу Назіра, але усі подробиці повідомить лише Метісон. Агентство погоджується залучити свою колишню співробітницю до справи. Під час операції до рук Керрі потрапляє відеозапис передсмертного послання Броуді, що дає їй право вже офіційно пред'явити йому звинувачення в тероризмі і державній зраді…

## Сезон 3 (2013)
Керрі вважає, що проколи ЦРУ винні у вибуху. Броуді за допомогою Керрі біжить за кордон, а сама вона незабаром попадає під розгляд спеціальної комісії й, зрештою, опиняється в психіатричній лікарні. Однак усе це виявляється таємним планом Сола та Керрі по викриттю агента Маджида Джаваді, який фінансував вибух у Ленглі. Тим часом Броуді, оголошений у міжнародний розшук, ховається в Каракасі. Потім він відправляється в Іран, і, користуючись своєю репутацією терориста, наближається до нинішнього глави революційної гвардії Данеша Акбарі, щоб убити його.

## Сезон 4 (2014)
Керрі Метісон виконує обов'язки начальника відділу ЦРУ: спочатку в Кабулі, потім — в Ісламабаді. У Пакистані вона керує операцією з ліквідації лідера терористів Хайссама Хаккані, проте удар, завданий безпілотником, виявляється невдалим, спричиняє жертви серед мирного населення і жагу помсти небезпечного противника. Намагаючись виправити помилку, Керрі вербує молодого пакистанця для вистежування Хаккані, проте події розвивають зовсім не за її планом.

## Сезон 5 (2015)
Звільнена з розвідки Керрі працює начальником служби охорони приватного благодійного фонду в Берліні, проте світ шпигунів та закулісних політичних ігор не полишає її і в Німеччині.

## Сезон 6 (2017)
Керрі Метісон повертається до США, живе розміреним життям у Брукліні та працює у фонді допомоги мусульманам. Але знову опиняється у вирі подій, пов'язаних із небезпечними політичними скандалами на тлі виборів першої жінки-президента США.

## Сезон 7 (2018)
Керрі залишила роботу в Білому домі, переїжджає до своєї сестри в округ Колумбія та повністю віддається справі звільнення двох сотень членів розвідувального співтовариства, які були заарештовані за наказом нової президента.

## Сезон 8 (2020)
Наставник та колишній куратор Керрі, Саул Беренсон, нині — радник президента Ворнера з питань національної безпеки. Для виконання таємного доручення в Афганістані йому необхідна допомога Керрі, яка проходить реабілітацію після російської в'язниці.

## Цікаві факти
- «Батьківщина» — адаптація ізраїльського серіалу 2009 року «Військовополонені». Автор ідеї і творець оригінального телефільму Гідеон Рафф брав безпосередню участь і в створенні американської версії як виконавчий продюсер і сценарист.
- Знімання серіалу відбувалися у місті Шарлотта, штат Північна Кароліна. Деякі сцени були зняті в авіаційному музеї штату, розташованому в тому ж місті.
- Клер Дейнс вдалося настільки переконливо перевтілитися у свою героїню, яка має біполярний розлад, що вона навіть отримувала листи від людей з цією недугою, в яких вони по-справжньому непокоїлися за її психіку.
- В одному з інтерв'ю Деміен Льюїс зізнався, що під час підготовчої роботи над роллю він багато читав про іслам, вивчав Коран, а також відвідував Центральну лондонську мечеть.

Актор Деміан Льюїс (Ніколас Броуді):
|  | Мій герой — справжня жертва бойових дій. Він повертається додому спустошеним, зламаним всередині. Це і є людська ціна війни. |

Акторка Клер Дейнс (Керрі Метісон):
|  | Я прочитала багато книжок про це захворювання, я зустрічалася з людьми, які його мають. Я так само читала багато блогів, які ведуть люди з біполярним розладом. Мене заворожує людська психіка: те, як наш мозок обробляє інформацію, як ми відчуваємо емоції, звідки вони беруться. Власне, я провчилася колись два роки в Єльському університеті, вивчала психологію, але потім все-таки зробила вибір на користь акторської кар'єри. |